# Giovanni Rossi
|  | Per a altres significats, vegeu «Giovanni Battista Rossi». |

Giovanni Rossi (Bidart, França, 7 de maig de 1926 - Ponte Tresa, Suïssa, 17 de setembre de 1983) va ser un ciclista suís que fou professional entre 1949 i 1954. En el seu palmarès destaca una victòria d'etapa al Tour de França de 1951, edició en què també va vestir el mallot groc durant una etapa. Abans, com a ciclista amateur, el 1948 va prendre part en els Jocs Olímpics de Londres, on disputà dues proves del programa de ciclisme.

## Palmarès
- 1948
  - Vencedor d'una etapa al Giro de la Pulla
- 1950
  - Vencedor d'una etapa al Tour d'Algèria
- 1951
  - 1r del Gran Premi de Ginebra
  - 1r del Circuit de la Côte d'Or
  - Vencedor d'una etapa a la Volta a Suïssa
  - Vencedor d'una etapa al Tour de França

### Resultats al Tour de França
- 1951. Fora de control (6a etapa). Vencedor d'una etapa.  Porta el mallot groc durant 1 etapa